# ウィリアム・チャンドラー・ロバーツ＝オーステン
サー・ウィリアム・チャンドラー・ロバーツ＝オーステン（Sir William Chandler Roberts-Austen KCB、1843年3月3日 - 1902年11月22日）は、イギリスの冶金学者。金属およびそれらの合金の物性に関する研究で有名。鉄合金の1つオーステナイトはこの人物の名前にちなむ。
サリー州ケニントンでジョージとマリアの間にウィリアム・チャンドラー・ロバーツとして生まれた。後に（1885年）叔父のメジャー・オーステンの頼みにより遺産相続の条件としてロバーツ・オーステンの名前を引き継いだ。密かに王立鉱山学校 (1861年 – 1865年)で教育を受けた。
造幣局長の助手に任命され、その後ロイヤル・ミントの化学者(1869年)、王立鉱山学校の冶金学教授(1880年)、ロイヤル・ミントの化学者・分析者(1882年 –1902年)にも任命された。合金成分を分析する手順や炉や溶融材料の温度変化を記録できる自動記録高温計を開発した。彼は貨幣鋳造の技術面で世界的権威となった。彼の業績は多くの実用的で工業的な応用があった。
1875年6月に王立協会フェローに選出され、1896年にはベーカリアン・メダルを受賞し、記念講演を行った。1890年にはバス勲章コンパニオン (CB) に、1899年にはバス勲章ナイト・コマンダー (KCB) となった。レジオンドヌール勲章のシュヴァリエも得ている。
1893年にBlackheathにある聖マーティンの分会堂を建設する責任を負った。ロイヤル・ミントの住宅で死去し、ケント州カンタベリーにある聖マーティンの墓地に埋葬された。
1876年にロンドンでFlorence Maude Alldridgeと結婚した。